# Iorwerth Eiddon Stephen Edwards
Iorwerth Eiddon Stephen Edwards (né à Londres le 21 juillet 1909, décédé le 24 septembre 1996) est un égyptologue britannique.

## Biographie
Edwards étudie la construction des pyramides antiques ; sa théorie étant que les Égyptiens de l'antiquité utilisaient un système de rampe pour mettre en place les grandes pierres. Il écrit de nombreuses lettres aux archéologues sur le terrain afin d'essayer de mettre à jour leurs technologies datantes pour inclure des essais de carbone-14.
Avant sa retraite, Edwards organise pour le British Museum l'exposition sur Toutânkhamon en 1972. L'exposition a plus d'un million et demi de visiteurs, et le livre d'Edwards, Guide to the Egyptian Collections in the British Museum, se vend à plus de 300 000 exemplaires.
Edwards a passé quatre-vingts ans de sa vie consacrée à la recherche égyptologique, pendant laquelle il a écrit et édité beaucoup de livres concernant sa vie et ses découvertes.
Il fut également vice-président de la fondation pour l'exploration de l'Égypte (Egypt Exploration Society).

## Publications
- (en) Cambridge Ancient History: Early History of the Middle East, Volume 1/Part 2, Cambridge Univ Pr, 1971,  (ISBN 0521077915)
- (en) Tutankhamun: His Tomb and Its Treasures, Random House Inc (T), 1er édition 1977,  (ISBN 0394411706)
- (en) Treasures of Tutankhamun, Ballantine Books, 1977,  (ISBN 0345273494)
- (en) Cambridge Ancient History: The Middle East and the Aegean Region C. 180-1000 B.C., Part 2A, Volume 2, Cambridge Univ Pr (Sd); 3e édition 1980,  (ISBN 9997166434)
- (en) Cambridge Ancient History: The Assyrian and Babylonian Empires and Other States of the Near East, from the Eighth to the Sixth Centurie, with N.G.L. Hammond & John Boardman, Cambridge Univ Pr, 1991,  (ISBN 0521227178)
- (en) From the Pyramids to Tutankhamun: Memoirs of an Egyptologist, Oxbow Books Limited, 2000,  (ISBN 1842170082)
- (es) Las Piramides De Egipto, Critica (Grijalbo Mondadori), 2003,  (ISBN 8484324540)
- (en) Cambridge Ancient History: The Crisis of Empire, A.D. 193-337, Cambridge Univ Pr, 2005,  (ISBN 0521301998)